# IC 2534
IC 2534 — галактика типу S0-a (спіральна галактика) у сузір'ї Насос.
Цей об'єкт міститься в оригінальній редакції індексного каталогу.